# 索恩河畔沙隆区
索恩河畔沙隆区（法語：arrondissement de Chalon-sur-Saône）是法国勃艮第-弗朗什-孔泰大区索恩-卢瓦尔省所辖的一个区。总面积1484.5平方公里，总人口156037，人口密度105人/平方公里（2018年）。主要城镇为索恩河畔沙隆。

## 辖区
索恩河畔沙隆区辖有142个市镇。